# Блиндхун

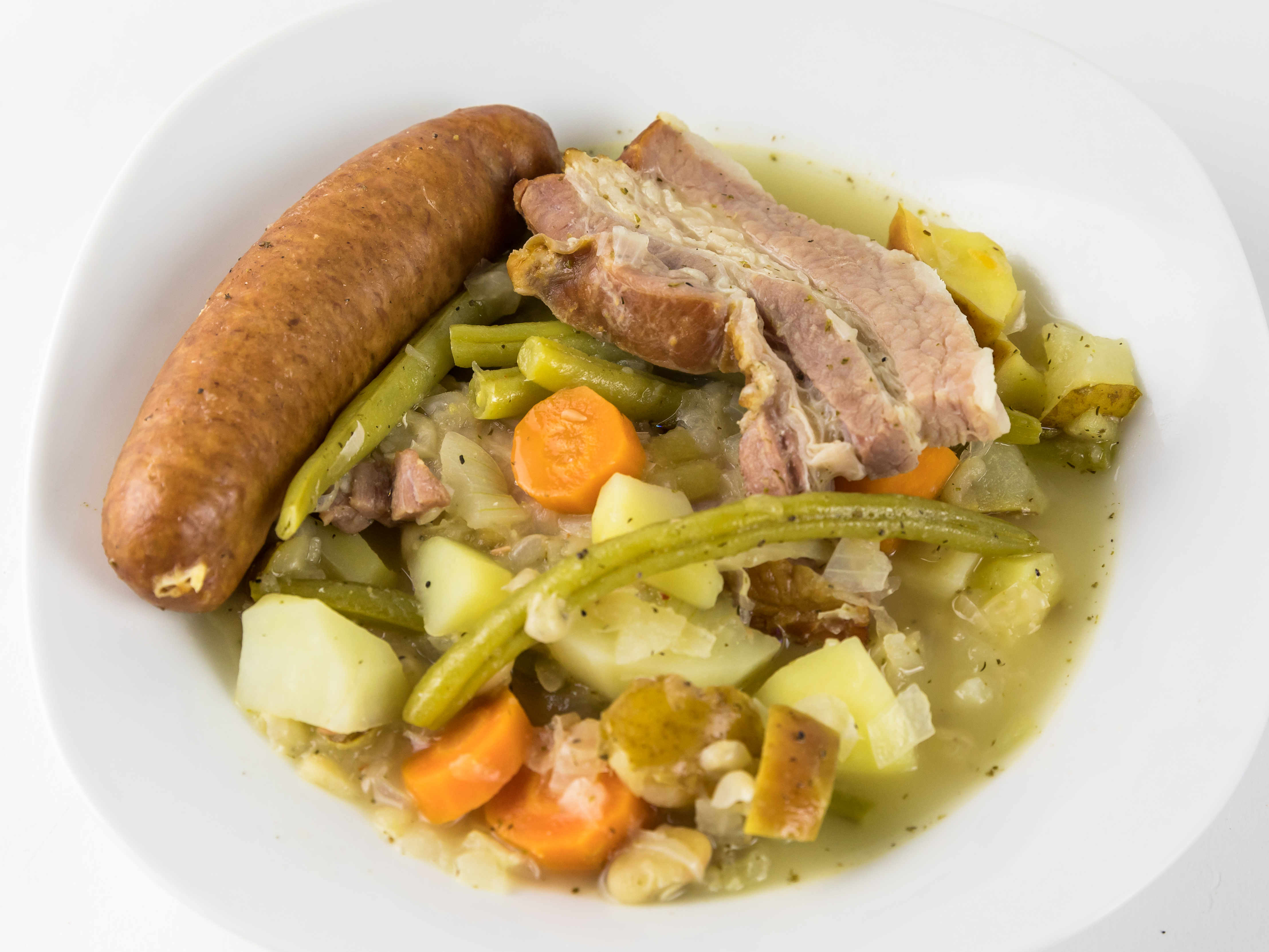
Вестфальский блиндхун

Бли́ндхун (нем. Blindhuhn — букв. «слепая курица») — немецкий густой суп с беконом, фасолью, картофелем, морковью, яблоками и грушами, но без курятины. По своим ингредиентам имеет сходство с северогерманским айнтопфом «груши, фасоль и бекон». Специалитет вестфальской кухни, национальное блюдо вестфальцев с середины XIX века с лёгкой руки знаменитой немецкой кулинарки Генриетты Давидис. Блиндхун обычно готовили осенью после сбора урожая. Название блюда связано с поговоркой «И слепая курица найдёт зёрнышко» и указывает на то, что в этом блюде каждый найдёт себе что-то по вкусу. Блиндхун едят с чёрным цельнозерновым хлебом. Раньше говорили, что за столом с блиндхуном воцаряется абсолютная тишина, настолько он вкусен.
Приготовление блиндхуна начинается с замачивания белой фасоли на восемь часов. Сначала размоченную фасоль отваривают вместе с зелёной стручковой фасолью, затем вместе с фасолью некоторое время проваривают бекон цельным куском, далее добавляют остальные овощи. Бекон режут кубиками и добавляют в суп в конце варки. Для кислоты блиндхун приправляют уксусом и посыпают свежей петрушкой.